# Realgymnasium und Wirtschaftskundliches Realgymnasium Feldgasse
Das Realgymnasium und Wirtschaftskundliche Realgymnasium Feldgasse, kurz RG/WRG 8 Feldgasse, ist eine Allgemeinbildende Höhere Schule im 8. Wiener Gemeindebezirk Josefstadt.

## Schulgeschichte
1912 erfolgte die Gründung der Schule, damals noch unter dem Namen „Mädchenrealgymnasium Albertgasse“ auf Anregung von Marianne Hainisch. 1914 wurde das neu erbaute Schulgebäude in der Albertgasse 38 (Josefstadt) bezogen. 1920 wurde ein Teil der Schule verstaatlicht und der Schulfunk, Skikurs und Schwimmunterricht eingeführt. 1938 mussten fast zwei Drittel der Schülerinnen und ein Teil der Lehrer die Schule wegen rassistischer und politischer Verfolgung des NS-Regimes verlassen. 1945 wurde die Schule mit neuem Lehrkörper und vorerst wenigen Schülern neu eröffnet. Nur etwa 170 Schüler besuchten die Schule zu dieser Zeit. Zwei Jahrzehnt später stiegen die Schülerzahlen. 1976 wurde aus der Mädchenschule eine gemischte Schule, aus dem „MRg VIII“ wurde das „GRg8/A38“. 1994 zog die Schule unter der Leitung von Direktorin Regina Bretterbauer in die Feldgasse um. Derzeit werden 24 Klassen unterrichtet (Stand 2021).
Ab dem Jahr 2018 fanden, insbesondere während den Sommerferien, umfassende Umbauarbeiten statt. 
Während der Covid-19-Pandemie musste die Schule mehrmals auf Fernunterricht umstellen. Die Schule nahm ab April 2021 gemeinsam mit neun anderen Wiener-Schulen am Versuchsprojekt „Schutzschild - Alles gurgelt“ teil, weshalb Schüler nur mit einem negativen PCR-Testergebnis die Schule besuchen durften. Der erfolgreiche Durchführung dieses Projektes führte zu einer Erweiterung auf alle Schulen ab September 2021. 

## Bildungsangebot
Seit einigen Jahren  führt das RG/WRG 8 Feldgasse als Pilotschule neuartige Projekte und Schulversuche durch. Weiters gibt es seit 2006 die „Modulare Oberstufe“, die dem Wahlpflichtfächersystem Amerikas ähnelt. Die Fächer werden zu Modulen, welche jeweils ein Semester lang dauern. Abhängig vom gewählten Zweig (Wirtschaftskundliches Realgymnasium oder Realgymnasium) gibt es in der Oberstufe neben den klassischen Unterrichtsfächer unterschiedliche typenspezifische Module, die bis zur Matura abgeschlossen werden müssen. In dem Realgymnasium sind dies meist naturwissenschaftliche Fächer, in dem Wirtschaftskundlichen Realgymnasium sind dies Fächer mit wirtschaftlichem und psychologischem Schwerpunkt. Realgymnasium-Schüler können zudem in den Fächern Biologie und Physik schriftlich maturieren, da diese ab der siebten Klasse auch Schularbeiten in jenen Fächern haben. Bis zur Matura müssen ebenfalls sechs frei wählbare Wahlmodule positiv abgeschlossen sein. 
Pro Jahrgang gibt es jeweils eine bilinguale Klasse, eine Content and Language Integrated Learning (CLIL) Klasse und eine KidZ (Klassenzimmer in der Zukunft) Klasse. 
Die Schüler können in der fünften Klasse zwischen den Sprachen Französisch, Italienisch und Latein (Mit Latinum) wählen. Englisch wird ab der ersten Klasse unterrichtet. 
Darüber hinaus hat die Schule einen eLearning Schwerpunkt.

## Bekannte Schülerin
- Elfriede Jelinek, Literaturnobelpreisträgerin, Schriftstellerin